# Quinn Lord
Quinn Edmond Julian Lord (19 de fevereiro de 1999) é um ator canadense mais conhecido por seu papel como "Sam" em Trick 'r Treat.

## Filmografia
| Filmes | Filmes                              | Filmes                |
| Ano    | Título                              | Papel                 |
| ------ | ----------------------------------- | --------------------- |
| 2006   | Deck the Halls                      |                       |
| 2007   | White Noise: The Light              | Filho de Henry Caine  |
| 2007   | Things We Lost in the Fire          | Primo Joel            |
| 2007   | Trick 'r Treat                      | Sam                   |
| 2008   | Things We Lost in the Fire          | Leonard "Leo" Edison  |
| 2008   | Edison and Leo                      | Sam Wyatt             |
| 2009   | The Imaginarium of Doctor Parnassus | Young Boy             |
| 2009   | Space Buddies                       | Pete                  |
| 2009   | Santa Buddies                       | Pete                  |
| 2009   | Virtuality                          | Shawn Braun           |
| 2009   | The Hole                            | Annie Smith           |
| 2010   | Second Chances                      | Robert "Robbie"       |
| 2010   | Daydream Nation                     | Thomas                |
| 2010   | Call Me Mrs. Miracle                | Gabe Larson           |
| 2011   | 17th Precinct                       | Leo Shetland          |
| 2011   | Afternoon Tea                       | Scott                 |
| 2011   | Last Christmas                      | Josh                  |
| 2012   | Imaginaerum                         | Tom Whitman - 10 anos |
| 2012   | The Possession                      | Estudante             |
| 2012   | In Their Skin                       | Brendon               |
| 2014   | Date and Switch                     | Michael               |
| 2016   | Date with Love                      | David                 |
| 2017   | Hyde Park                           | James Riley           |

| Televisão | Televisão                      | Televisão                  |
| Ano       | Título                         | Papel                      |
| --------- | ------------------------------ | -------------------------- |
| 2004      | ToddWorld                      | Hardy the Hippo            |
| 2005      | Terminal City                  | Marmaduke                  |
| 2005      | Reunion                        | Liam                       |
| 2006      | The L Word                     | Roland                     |
| 2006      | Blade: The Series              | Jovem Zachary "Zach" Starr |
| 2006      | Stargate SG-1                  | Criança                    |
| 2006      | Supernatural                   | Evan                       |
| 2007      | Masters of Horror              | Tobias "Toby"              |
| 2007      | Smallville                     | Phillipe Lamont            |
| 2007      | Sabbatical                     | Daniel "Danny" Marlow      |
| 2007      | 3-2-1 Penguins!                | Jason                      |
| 2010      | Shattered                      | Tyler "Ty"                 |
| 2010      | Fringe                         | Jovem Peter Bishop         |
| 2010      | Hiccups                        | Jovem garoto               |
| 2011      | Eureka                         | Jovem Zane Donovan         |
| 2011      | Endgame                        | Colin Davis                |
| 2011      | Captain Starship               | Kevin                      |
| 2011-2012 | R.L. Stine's The Haunting Hour | Bobby Curran / Jack        |
| 2012      | Once Upon a Time               | Nicholas Zimmer / Hansel   |
| 2013      | Arctic Air                     | Andy                       |
| 2014      | The 100                        | Jovem membro dos 100       |
| 2015–2019 | The Man in the High Castle     | Thomas Smith               |
| 2021      | Firefly Lane                   | Sean (jovem)               |

## Prêmios e Indicações
| Prêmios | Prêmios   | Prêmios             | Prêmios                                                                | Prêmios                    |
| Ano     | Resultado | Premiação           | Categoria                                                              | Título                     |
| ------- | --------- | ------------------- | ---------------------------------------------------------------------- | -------------------------- |
| 2008    | Indicado  | Young Artist Awards | Melhor desempenho em uma série de TV - ator jovem coadjuvante          | Smallville                 |
| 2011    | Indicado  | Young Artist Awards | Melhor desempenho em uma série de TV - ator convidado até 10 anos      | Fringe                     |
| 2012    | Indicado  | Leo Awards          | Melhor performance masculina em um curta de drama                      | Last Christmas             |
| 2012    | Indicado  | Leo Awards          | Melhor performance de protagonista masculino em um curta de drama      | Last Christmas             |
| 2013    | Indicado  | Young Artist Awards | Melhor desempenho em uma série de TV - ator convidado de 11 - 13 anos  | Once Upon a Time           |
| 2016    | Indicado  | Young Artist Awards | Melhor desempenho em uma série de TV - jovens atores recorrentes 14-21 | The Man in the High Castle |